# 大工原銀太郎
大工原 銀太郎（だいくはら ぎんたろう、1868年1月27日〈慶応4年1月3日〉 - 1934年〈昭和9年〉3月9日）は、日本の農学者（農芸化学）。勲等は勲二等。学位は農学博士（1911年）。旧姓は鈴木（すずき）。
農事試験場や特許局で技師として勤務し、農芸化学に関する研究に従事したのち、九州帝国大学農学部で教鞭を執った。土壌酸性がアルミニウムに因ること（大工原酸度, Daikuhara acidity）を世界で初めて発見した。九州帝国大学や同志社大学で総長を務めた。

## 来歴

### 生い立ち
信濃国伊那郡南向村（現長野県上伊那郡中川村）の鈴木家に生まれ、のちに飯田の大工原孝吉の養子となる。松本中学校、東京農林学校を経て1894年、帝国大学農科大学農芸化学科を卒業。

### 農学者として
大学卒業後は、農商務省農事試験場技師、東京帝国大学講師、特許局技師、九州帝国大学教授、朝鮮総督府勧業模範農場技師を経て、九州帝国大学第3代総長に着任する。さらに1929年に同志社第9代総長に就任した。
1934年3月9日、盲腸炎により京都府立医大病院で死去。
エジプトやローマにおいて彫刻のモデルとして使われる、死者の顔を形に止めた大工原のデスマスクが現存する。

## 研究
専門は農学であり、特に農芸化学に関する分野の研究に従事した。土壌の酸性化がアルミニウムによることを世界で初めて発見したことで知られる。カリウム欠乏土壌について研究していたところ、カリウム肥料を施用すると大麦の発芽や生育がむしろ悪化し、硫酸カリウムに比べて塩化カリウムはよりいっそう悪化するという土壌を発見した。さらに研究を進め、この土壌が酸性化していることを明らかにした。
その後、農学者の間では、土壌が酸性化するメカニズムが争点となっていった。大工原は「アルミニウム吸着説」を提唱し、アルミニウム抱水珪酸塩によるものだと主張した。一方、農学者の大杉繁は「水素イオン説」を提唱し、風化により塩基が流出して、塩基に対する吸収力の強い膠質物が生じ、これに中性塩を加えると塩基が吸収され遊離酸を生ずると指摘した。強酸塩により浸出されるアルミニウムについて、大工原の説では直接置換によると説明されており、「直接置換説」とも呼ばれた。大杉の説では二次的に溶解されたと説明されており、「間接置換説」とも呼ばれた。これは世界中の農学者の間で論争を巻き起こしたが、最終的に大杉が1918年に『Soil science』で発表した論文により、大杉の間接置換説で決着させた。

## 信仰
1890年に番町教会で小崎弘道から受洗。同志社総長就任により同志社教会に転会した。日本基督教連盟、基督教教育同盟会、京都基督教青年会の役員を歴任した。

## 著書
- 『肥料ト土壌』 神奈川県内務部、1916年
- 『土壌学講義 上、中巻』 裳華房、1916-1919年
- 『肥料問題』 越佐教育雜誌社、1923年

## 栄典
- 勲二等瑞宝章 - 1934年〈昭和9年〉3月9日[6]

## 関連人物
- 大杉繁
- 小崎弘道